# Balthasar (Thüringen und Meißen)

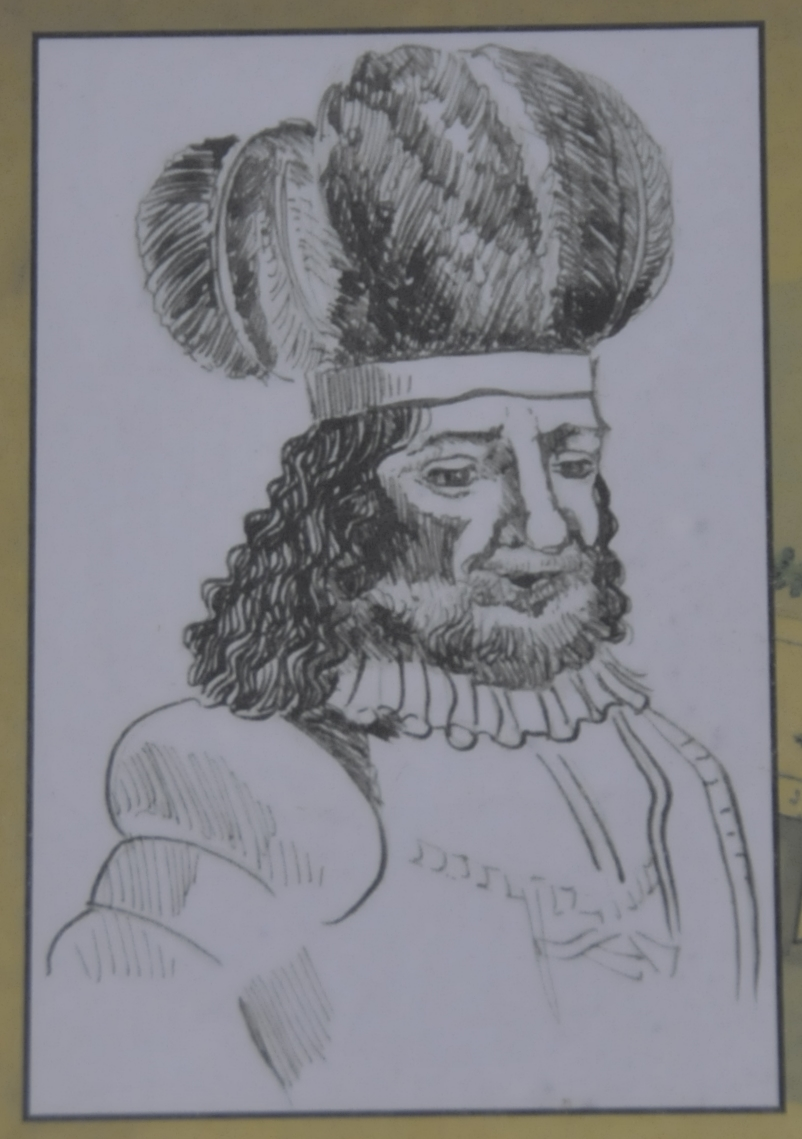
Reproduktion einer Zeichnung im Lucas-Cranach-Haus in Gotha auf einer Infotafel zum Bau des von Balthasar initiierten Leinakanals

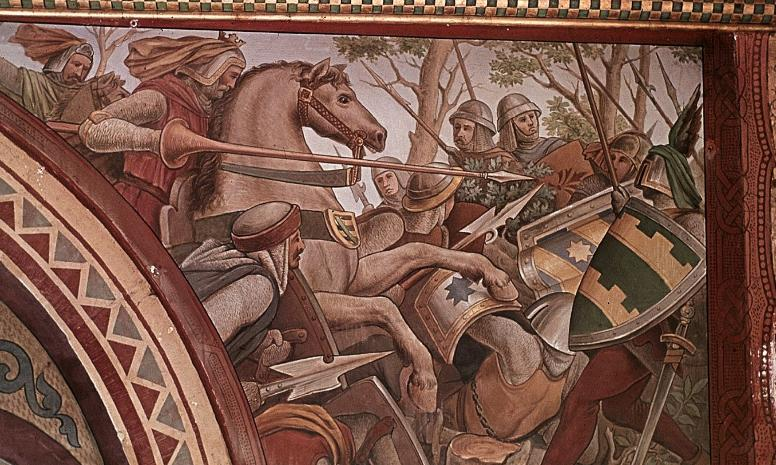
Landgraf Balthasar im Kampf gegen die Raubritter (Fresko von Moritz von Schwind im Landgrafenzimmer der Wartburg in Eisenach)

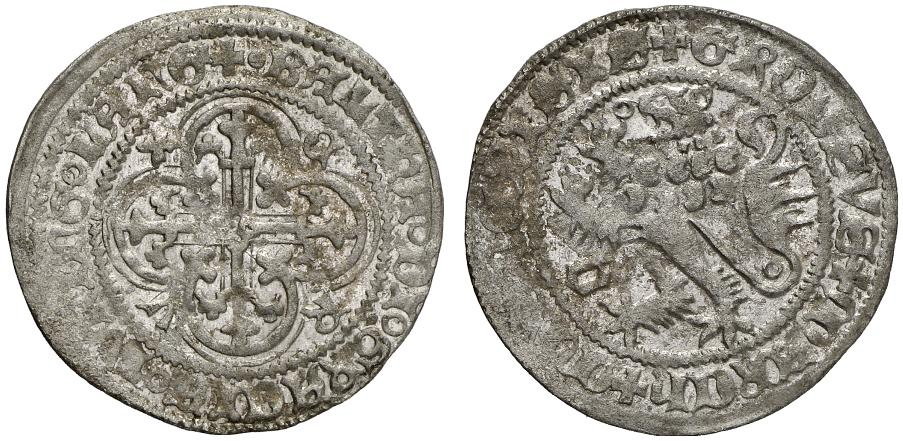
Fürstengroschen Landgraf Balthasars aus seiner Münzstätte Sangerhausen

Balthasar von Wettin (* 21. Dezember 1336 in Weißenfels; † 18. Mai 1406 auf der Wartburg bei Eisenach) war Landgraf von Thüringen und Markgraf von Meißen aus dem Geschlecht der Wettiner.

## Leben
Er war der zweite Sohn Friedrichs des Ernsthaften mit der Kaisertochter Mathilde von Bayern. Nach seines Vaters Tod 1349 stand er zunächst unter Vormundschaft seines älteren Bruders Friedrich des Strengen, regierte dann aber mit diesem und seinem jüngeren Bruder Wilhelm gemeinsam und abwechselnd.
Er nahm an der Seite des englischen Königs Eduard III. am Hundertjährigen Krieg teil und wurde 1369 zum Ritter geschlagen.
Unter Balthasar erfolgte 1366–1369 der Bau des für die Gothaer Wasserversorgung so wichtigen 29 km langen Leinakanals.
Nach dem Tod Friedrichs des Strengen kam es am 13. November 1382 zwischen den Brüdern Balthasar und Wilhelm sowie ihren Neffen Friedrich dem Streitbaren, Wilhelm dem Reichen und Georg zur so genannten Chemnitzer Teilung, bei der Balthasar die Landgrafschaft Thüringen erhielt. Er verpachtete die Münzstätten Weimar und Langensalza (Salza) für Pfennigprägungen an diese Städte und ließ 1391 die Thüringer Münzstätte Sangerhausen errichten. Die meißnischen Groschen der neuen Münzstätte waren die ersten außerhalb der Landesmünzstätte Freiberg geschlagenen Groschen. Hier ließ Balthasar zur Stützung der im Silbergehalt laufend verringerten Groschenwährung, dazu gehörten auch seine Fürstengroschen, hochwertige Groschen, die Helm- oder Thüringer Groschen prägen, die das Wertverhältnis zum rheinischen Gulden wie 20:1 aufwiesen.
1378 ließ Balthasar das detaillierte Einkommensverzeichnis der Wettiner anlegen, das die Abgaben der Dörfer und Städte auflistete und Gotha als eine der reichsten Städte Thüringens darstellte. Er ließ in Gotha die Burg Grimmenstein, Vorgängerbau von Schloss Friedenstein, und in Waltershausen das Schloss Tenneberg ausbauen.
In mehreren Scharmützeln mit Thüringer Grafen und Rittern konnte Balthasar seinen Landbesitz erweitern, was er sich 1397 von König Wenzel bestätigen ließ.
In erster Ehe war Balthasar seit dem Frühjahr 1374 mit Margaretha, der Tochter des Burggrafen Albrecht von Nürnberg, und nach deren Tod in zweiter Ehe mit Anna von Sachsen verheiratet. In der Regierung Thüringens folgte ihm sein Sohn aus erster Ehe Friedrich „der Friedfertige“.
Balthasar zu Ehren wurde im Gothaer Schlosspark ein Fußweg als „Landgraf-Balthasar-Weg“ benannt.